# Senta Maria de Gòssa
Senta Maria de Gòssa (en francès Sainte-Marie-de-Gosse) és un municipi francès situat al departament de les Landes i a la regió de la Nova Aquitània.

## Demografia
| 1962                                       | 1968 | 1975 | 1982 | 1990 | 1999 | 2007  |
| ------------------------------------------ | ---- | ---- | ---- | ---- | ---- | ----- |
| 788                                        | 821  | 765  | 729  | 815  | 878  | 1.036 |
| Des de 1962: població sense dobles comptes |      |      |      |      |      |       |

## Administració
| Període | Identitat        | Partit |
| ------- | ---------------- | ------ |
| 2001-   | Francis Betbeder | PS     |